# Edgar Puaud
Edgar Joseph Alexandre Puaud (Orléans, 29 oktober 1889 - vermoedelijk overleden te Greifenberg, 5 maart 1945) was een Franse officier en WA-Oberführer in de SS tijdens de Tweede Wereldoorlog. Hij voerde gedurende een korte periode het commando over de 33. Waffen-Grenadier-Division der SS Charlemagne.

## Leven
Puaud werd als wees geboren in Orléans. Hij ging voor vier jaar als vrijwilliger het Franse leger in, en werd op 13 november 1907 geplaatst bij het 35e régiment d’infanterie (35e Infanterieregiment). In november 1908 werd hij bevorderd tot Sergent (sergeant). Maar hij werd gedegradeerd tot Caporal (korporaal). In mei 1909 werd hij geplaatst bij het 133e régiment d’infanterie (133e Infanterieregiment). Daarop volgde in september 1910 zijn bevordering tot Sergent (sergeant). In 1910 trouwde Puaud, en verliet in november 1911 het Franse leger. In 1912 trad hij weer opnieuw in dienst van het Franse leger, en werd weer geplaatst bij het 133e régiment d’infanterie (133e Infanterieregiment). Puaud werd geselecteerd voor de Ecole Militaire d'Infanterie (militaire infanterieschool) in Saint-Maixent. Yerger geeft als opleidingsplaats aan de École Spéciale Militaire de Saint-Cyr. Op 10 augustus 1914 werd hij bevorderd tot Aspirant. Bij het uitbreken van de Eerste Wereldoorlog kregen hij en zijn mede-"aspiranten" echter onmiddellijk aanstelling als officier. En werd op 1 september 1914 bevorderd tot tijdelijk Sous-Lieutenant (tijdelijk tweede luitenant).

### Eerste Wereldoorlog
In juli 1915 werd Puaud geplaatst in een machinegeweercompagnie van het 407e régiment d'infanterie. Op 18 september 1915 raakte hij ten noorden van Arras gewond. Hij raakte hierna nog verschillende keren gewond: in juni 1916 door een granaatscherf bij Verdun, en in juli 1917 door gifgas bij Chemin des Dames. Na zijn herstel werd hij weer geplaatst bij het 133e régiment d’infanterie (133e Infanterieregiment). En in juli 1918 raakte Puaud weer gewond bij de rivier de Aisne. In 1918 werd hij bevorderd tot Capitaine (kapitein). Na zijn bevordering werd Puaud als instructeur aan de Ecole Militaire d'Infanterie (militaire infanterieschool) ingezet. 

### Interbellum
Hierna was Puaud met het Franse leger vanaf 1921 tot 1925 als bezettingsmacht van het Rijnland. In maart 1923 diende hij in het 13e bataljon van de Chasseurs Mitrailleurs. Vanaf 1926 tot 1937 was Puaud als Capitaine met het Frans Vreemdelingenlegioen als bezettingsmacht in Marokko ingezet. In 1934 was hij in dezelfde hoedanigheid in Syrië en Libanon met het 3e Régiment étranger d'infanterie (3e REI). Op 25 september 1934 werd Puaud bevorderd tot Chef de Bataillon (majoor). Op 30 april 1937 leidde hij het 5e Régiment étranger d'infanterie (5e REI) naar Tiên Yên in de Unie van Indochina.

### Tweede Wereldoorlog
In oktober 1939 werd hij ziek, en in december 1939 opgenomen in het ziekenhuis. In maart 1940 volgde zijn medisch repatriëring. Op 14 april 1940 kwam hij aan in Oran. Na zijn herstel volgde op 17 april 1940 zijn benoeming tot commandant van het Dépôt Commun des Rgt de Marche de Volontaires Etrangers (opleidingskamp voor buitenlandse vrijwilligers) in Septfonds, Zuid-Frankrijk. Als gevolg hiervan zag Puaud geen actie tijdens de Duitse invasie van 1940. Na de Franse nederlaag van 1940, diende hij in het sterk gereduceerde Armée de l'Armistice (vrije vertaling: "Wapenstilstandsleger") in Vichy-Frankrijk. In augustus 1940 werd Puaud benoemd tot commandant van het 3e bataljon van het 3e Régiment étranger d'infanterie (3e REI) in het Franse leger. Op 25 maart 1941 werd hij bevorderd tot Lieutenant-Colonel (luitenant-kolonel). In mei 1941 richtte hij het Amicale des Engagés Volontaires Etrangers op. 
Na de Duitse invasie van de Sovjet-Unie in juni 1941 aanvaardde Puaud het collaborerende argument dat "bolsjewisme" een grotere bedreiging vormde voor de Franse belangen dan het Duitse. Hij diende in het Légion des volontaires français contre le bolchévisme (LVF) (vrije vertaling: Legioen van Franse Vrijwilligers tegen het Bolsjewisme) als bataljonscommandant. In oktober 1941 werd het Legioen (LVF), door Duitse gewijzigd in het Französischer Infanterie-Regiment 638 (638e Infanterieregiment (Frans)). 
In juli 1941 werd Puaud overgeplaatst naar het 150e Régiment étranger d'infanterie (150e REI). Vanaf 15 juli 1942 tot 28 december 1942 diende hij als stafchef in het Légion Tricolore onder de generaal Paul Galy. Hierna werd hij als adviseur op 16 juli 1942 aan de Secretaire d'Etat à la Guerre (Staatssecretaris van Oorlog) toegevoegd. Op 25 juli 1942 werd Puaud tijdelijk bevorderd tot Colonel (kolonel). Hierna werd hij aangesteld als inspecteur van het Légion Tricolore. Op 25 november 1942 werd hij definitief bevorderd tot Colonel (kolonel).

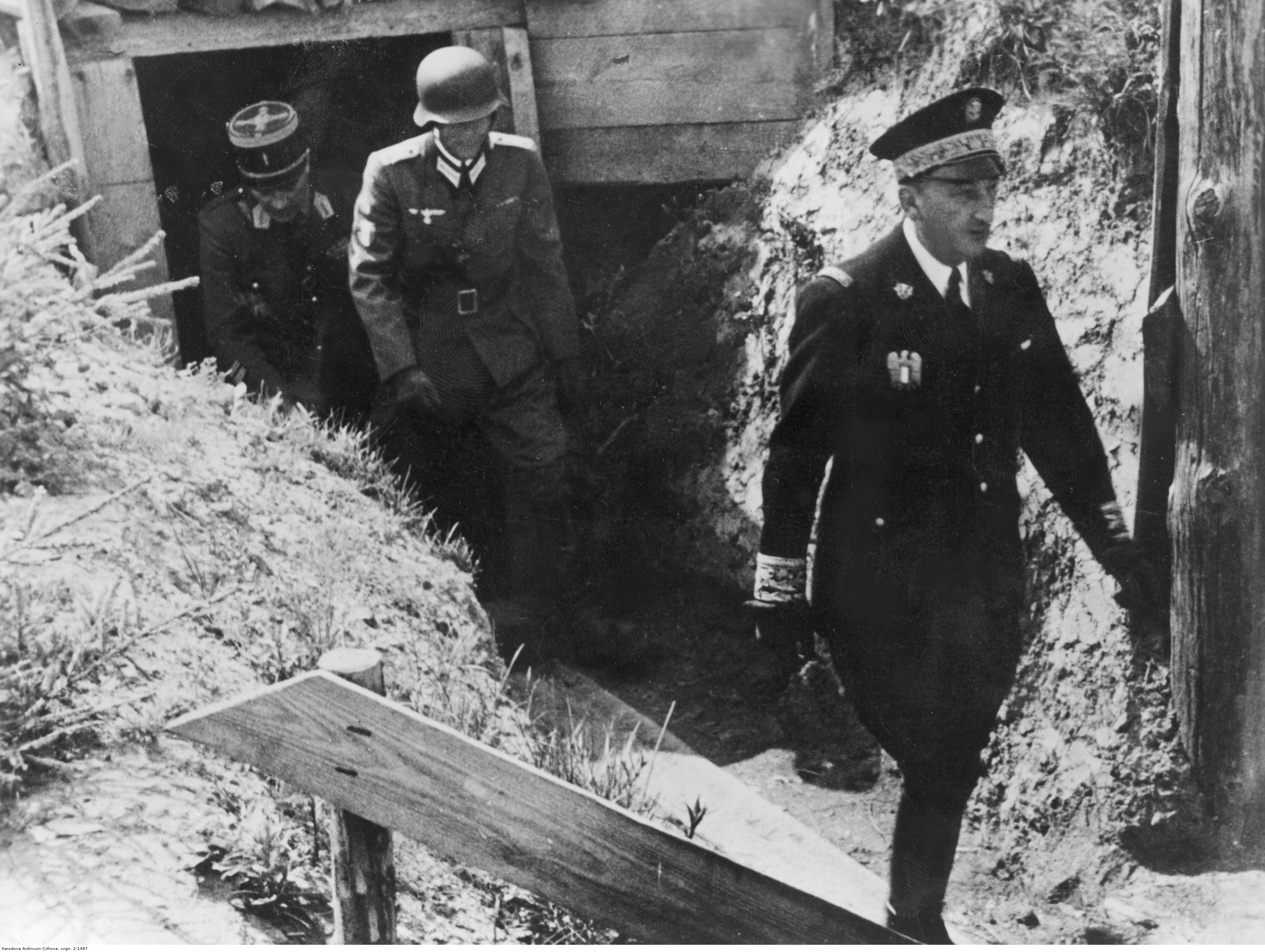
Fernand de Brinon inspecteert de stelling aan het Oostfront, met in zijn kielzog een Wehrmacht-officier en net te zien Edgar Puaud, 1943.

Op 17 augustus 1943 was Puaud als afgevaardigde van de LVF betrokken bij de overgang van het 638e Infanterieregiment (Frans) in de Waffen-SS. Puaud werd meteen ingeschaald als WA-Standartenführer der SS (kolonel). Hij werd op 14 april 1944 bevorderd tot Général de Brigade (brigadegeneraal). In juni 1944 vocht de eenheid bij Bohr.
Na getraind te hebben te hebben tot eind 1944, werd de Charlemagne Brigade opgewaardeerd tot een divisie, met de naam 33. Waffen-Grenadier-Division der SS Charlemagne (französische Nr 1). SS-Brigadeführer Gustav Krukenberg werd aangesteld als commandant van de divisie, terwijl Puaud de nominale Franse commandant was.
Verdwijning
In februari 1945 ging de divisie als onderdeel van de Heeresgruppe Weichsel ten strijde tegen het oprukkende Rode Leger in Pommeren. Het zag actie rond Hammerstein (Czarne), Köslin (Koszalin) en Kolberg (Kołobrzeg) aan de Baltische kust. Tijdens gevechten rond Pommeren raakte Puaud gewond aan zijn been. De Sovjet-troepen verdeelden de Franse eenheid in drie groepen. Een groep onder bevel van Krukenberg overleefde de gevechten. Het werd door de Kriegsmarine van de kust geëvacueerd naar Denemarken, en later naar Neustrelitz gestuurd om opnieuw uitgerust worden. De tweede groep met Puaud, werd vernietigd door Sovjet-artillerie. De derde groep probeerde zich een weg terug naar het Westen te vechten, maar werd op 17 maart 1945 allemaal gevangen genomen of sneuvelde in actie. Puaud raakte zwaargewond tijdens de gevechten. Hij werd naar Greifenberg (Gryfice) gebracht, waar hij met andere gewonde soldaten in een herberg werd achtergelaten. Zijn exacte lot is onbekend. Mitcham, Jr. geeft aan dat de ambulance die de gewonde Puaud zou ophalen, verloren ging in de verwarring. 
Een andere bron vermeldt dat Puaud niet aan het front zou gesneuveld zijn, maar ontsnapt zou zijn, en voor de NKVD zijn gaan werken. In maart 1946 zou de journalist Bradley in Berlijn in het café Olympia in de Sovjet-bezettingszone in Duitsland Puaud hebben ontmoet. Hij was in het gezelschap van zijn plaatsvervanger de voormalige Waffen-Haupsturmführer der SS Victor de Bourmont. De krant van Genève zou de informatie hebben bevestigd. Op 11 oktober 1946 werd Puaud bij verstek ter dood veroordeeld door een rechtbank in Seine.

## Carrière
Puaud bekleedde verschillende rangen in zowel de Franse leger als Waffen-SS. De volgende tabel laat zien dat de bevorderingen niet synchroon liepen.
| Datum                                | Franse leger                         | Heer   | Waffen-SS                  |
| ------------------------------------ | ------------------------------------ | ------ | -------------------------- |
| 13 november 1907:                    | Fantassin                            | —      | —                          |
| November 1908:                       | Sergent                              | —      | —                          |
| Gedegradeerd tot:                    | Caporal                              | —      | —                          |
| September 1910:                      | Sergent                              | —      | —                          |
| 10 augustus 1914:                    | Aspirant                             | —      | —                          |
| 1 september 1914:                    | Sous-Lieutenant (à titre temporaire) | —      | —                          |
| 1 oktober 1914:                      | Sous-Lieutenant (à titre définitif)  | —      | —                          |
| 26 april 1915:                       | Lieutenant (à titre temporaire)      | —      | —                          |
| 26 maart 1916:                       | Capitaine (à titre temporaire)       | —      | —                          |
| 24 september 1918:                   | Capitaine (à titre définitif)        | —      | —                          |
| 25 september 1934 - 1939:            | Chef de Bataillon                    | —      | —                          |
| 25 maart 1941 - juli 1942:           | Lieutenant-Colonel                   | —      | —                          |
| 25 juli 1942:                        | Colonel (à titre temporaire)         | —      | —                          |
| 25 november 1942 - juni 1943:        | Colonel                              | Oberst | —                          |
| 1943 - 14 april 1944:                | Général de Brigade                   | —      | —                          |
| 1 augustus 1944 - 1 september 1944:  | —                                    | —      | WA-Standartenführer der SS |
| 1 september 1944 - 10 februari 1945: | —                                    | —      | WA-Oberführer der SS       |

- Opmerking: de Duitsers accepteerden de Franse rangen van Puaud niet. Er zijn afbeeldingen van Puaud in een Wehrmacht-uniform als Oberst[16] maar ook als Franse Général de Brigade in Duitse dienst.
- Puaud was geen lid van de Allgemeine-SS, die bestond niet in Frankrijk, daarom had Reichsführer Heinrich Himmler hem enigszins afwijkende militaire rang gegeven: de toevoeging van WA voor de rang. De buitenlandse vrijwilligers werden ook niet in de Dienstalterslisten der SS opgetekend, en kregen ook geen SS-nummer[3].

## Onderscheidingen
Selectie:
- Legioen van Eer
  - Commandeur op 4 april 1944[2][17]
  - Officier in 1928[2]
  - Ridder[17] op 24 november 1915[2]
- Oorlogskruis met 2 Palmen en 5 Sterren[2], een andere bron vermeldt: 1 Palm en 6 Sterren[17]
- IJzeren Kruis 1939, 1e Klasse (juni 1944[2][17]) en 2e Klasse (20 februari 1944[2][17])
- Insigne van de Verwonde Militairen met 4 Sterren (4x gewond)[17][2]
- Gewondeninsigne 1939 in zwart[2]
- Officier in de Orde van Nichan El-Anouar[2]
- Ridder in de Orde van de Academische Palmen[2]
- Kruis voor Oorlogsverdienste, 2e Klasse (januari 1944[2][17]) met Zwaarden